# Dona Onete
Ionete da Silveira Gama OMC (Cachoeira do Arari, 18 de junho de 1939), conhecida pelo nome artístico de Dona Onete, é uma cantora, compositora, sindicalista, professora e poetisa brasileira.
Nascida no interior do estado do Pará, morou em Belém, onde passou sua infância, e depois em Igarapé-Miri. Foi Secretária de Cultura e Professora de História e Estudos Paraenses. Ela fundou e também organizou grupos de danças folclóricas e agremiações carnavalescas. Dona Onete é considerada a "Diva do carimbó chamegado".

## Biografia
Morou no bairro da Pedreira, em Belém, dos quatro aos dez anos, até a morte de sua mãe por pneumonia, quando passou a morar com sua avó, mãe de seu padrastro, no muncípio de Igarapé-Miri. 
Desde os quatro anos de idade, se destacava ao participar de manifestações culturais populares do seu estado como as "Pastorinhas", encenações natalinas que versavam sobre Jesus Cristo, e rodas de carimbó, siriá e banguê. Além disso, também se apresentava em shows de rua e no Bar Suburbana, no bairro de Fátima, em Belém
Já na fase adulta, Dona Onete lecionou durante 25 anos a disciplina de História e Estudos Paraenses, fundou grupos de dança e música regional como o Grupo Folclórico Canarana, em 1989, que fazia apresentações de carimbó, benguê e lundu pelo estado do Pará, dançando suas composições autorais. Também atuou como Secretária de Cultura, entre 1993 e 1995, onde criou a Casa Ribeirinha, para resgatar manifestações culturais das populações tradicionais, e fortaleceu o lado artístico dos festivais do município relacionados com o extrativismo, como o Festival do camarão e do açaí, incluindo apresentações musicais, de grupos escolares e folclóricos. 
Dona Onete também fez sua vida na militância, se destacando como sindicalista, sendo uma das fundadoras do Sindicato dos Trabalhadores e das Trabalhadoras em Educação Pública do Pará (Sintepp), integrante do Partido dos Trabalhadores e esteve na inauguração da Central Única dos Trabalhadores (CUT) em São Bernardo do Campo, em 1983.  Participou de mobilizações por melhoras no ensino e nas condições de trabalho dos professores e pelo cultivo sustentável do açaí. 
Depois de aposentada, já aos 62 anos de idade, Dona Onete cantava em casa sozinha, enquanto um grupo de Carimbó ensaiava do outro lado da rua. Ao ouvirem-na cantando, foram a sua casa e se decepcionaram por conta de sua idade avançada. Dois dias depois do ocorrido um outro grupo viera perguntar à cantora se gostaria de ser uma das vocalistas da equipe. Dessa forma, participou de importantes grupos folclóricos como o Raízes do Cafezal. 
Já no começo do anos 2000 passou a participar do grupo pop com raízes regionais Coletivo Radio Cipó, de Belém, passando de convidada ocasional  para a porta-voz do movimento musical da região. 
Recebeu a oportunidade de interpretar no cinema uma cantora de carimbó no filme Eu Receberia as Piores Notícias dos Seus Lindos Lábios, estrelado por Camila Pitanga. 
No entanto, foi através da relação do seu (hoje) guitarrista e produtor musical Pio Lobato , com quem nutre uma amizade sincera e uma parceria inestimável que já perdura por mais de uma década, que Dona Onete despontou nas emissoras de rádio e televisão em Belém do Pará. Pio Lobato foi quem abriu as portas para o reconhecimento dessa grande voz da música paraense por meio da profunda ligação que mantinha com a Fundação Paraense de Radiodifusão (FUNTELPA) através de suas pesquisas e experimentações acadêmicas. Sua contribuição foi de suma importância para inserir e reconhecer diversos artistas paraenses no cenário cultural, isso tudo graças ao Festival Terruá Pará, que abrigou grandes nomes da música paraense hoje reconhecidos. Como grande responsável pela pesquisa, divulgação e valorização da música local, Pio Lobato uniu forças ao único aparelho de propagação e produção de artistas locais na época, a Funtelpa, permitindo assim a vital ascensão da música paraense e levando a riqueza da cultura amazônica para além de suas fronteiras naturais.

## Carreira
Em 2012, aos 73 anos, utilizando parte de 300 músicas que já havia escrito, Dona Onete grava e lança seu primeiro CD, Feitiço Caboclo, produzido pelo músico Marco André, o que fez com que produtoras estrangeiras começaram a se interessar pela cantora, em países como Portugal, França e Inglaterra, onde fez shows. 
No ano seguinte, em 2013, Dona Onete lança no Hall Ismael Nery, no andar térreo do Centur, em Belém, sua biografia denominada "Menina Onete - Travessias & Travessuras" escrita e editada pelo antropólogo Antônio Maria de Souza Santos e pela pedagoga Josivana de Castro Rodrigues com o objetivo de resgatar sua infância e histórias de vida. 
No ano de 2016, Dona Onete lança seu segundo álbum com músicas inéditas, Banzeiro, com previsão de lançamento de seu primeiro DVD ao vivo ao fim deste ano. Também em 2016, Dona Onete fez sua primeira turnê nos Estados Unidos, totalizando cinco shows e o ultimo deles em Nova Iorque com presença de David Byrne e Caetano Veloso. 
No mesmo ano, a cantora participa dos Jogos Olímpicos de 2016, no Rio de Janeiro, como uma das atrações musicais. 
Viu músicas como "Jamburana" e "Feitiço Caboclo" integrarem a trilha sonora de novelas de sucesso na Rede Globo, destacando-se especialmente, já no ano de 2017, sua música "Boto Namorador" na novela das 9 da A Força do Querer. Além disso, se apresentou em várias ocasiões em programas da emissora e outras TVs do Brasil e exterior, como especiais para rádios europeias (incluindo dois shows na BBC de Londres). 
Em julho de 2017 Dona Onete foi capa da maior revista de world music no mundo, a Songlines, e fez sua quarta turnê na Europa passando por grandes festivais como Rudolstadt Festival na Alemanha, Zwarte Cross na Holanda, WorldWide Festival em Sète, na França (do DJ e produtor Gilles Peterson). Nos meses de junho/julho foi a única artista brasileira a integrar o World Music Charts Europe Top 20 com a faixa "Banzeiro".
No mesmo ano foi indicada ao Prêmio da Música Brasileira, como Melhor Cantora Regional, e nomeada para a Ordem do Mérito Cultural.
Em 2018 é lançado o documentário Dona Onete - Flor da Lua, do diretor Vladimir Cunha, um filme que mostra o primeiro registro da carreira musical da cantora, entrevistas produzidas especialmente para o DVD e trechos de show no Teatro Margarida Schivasappa. 

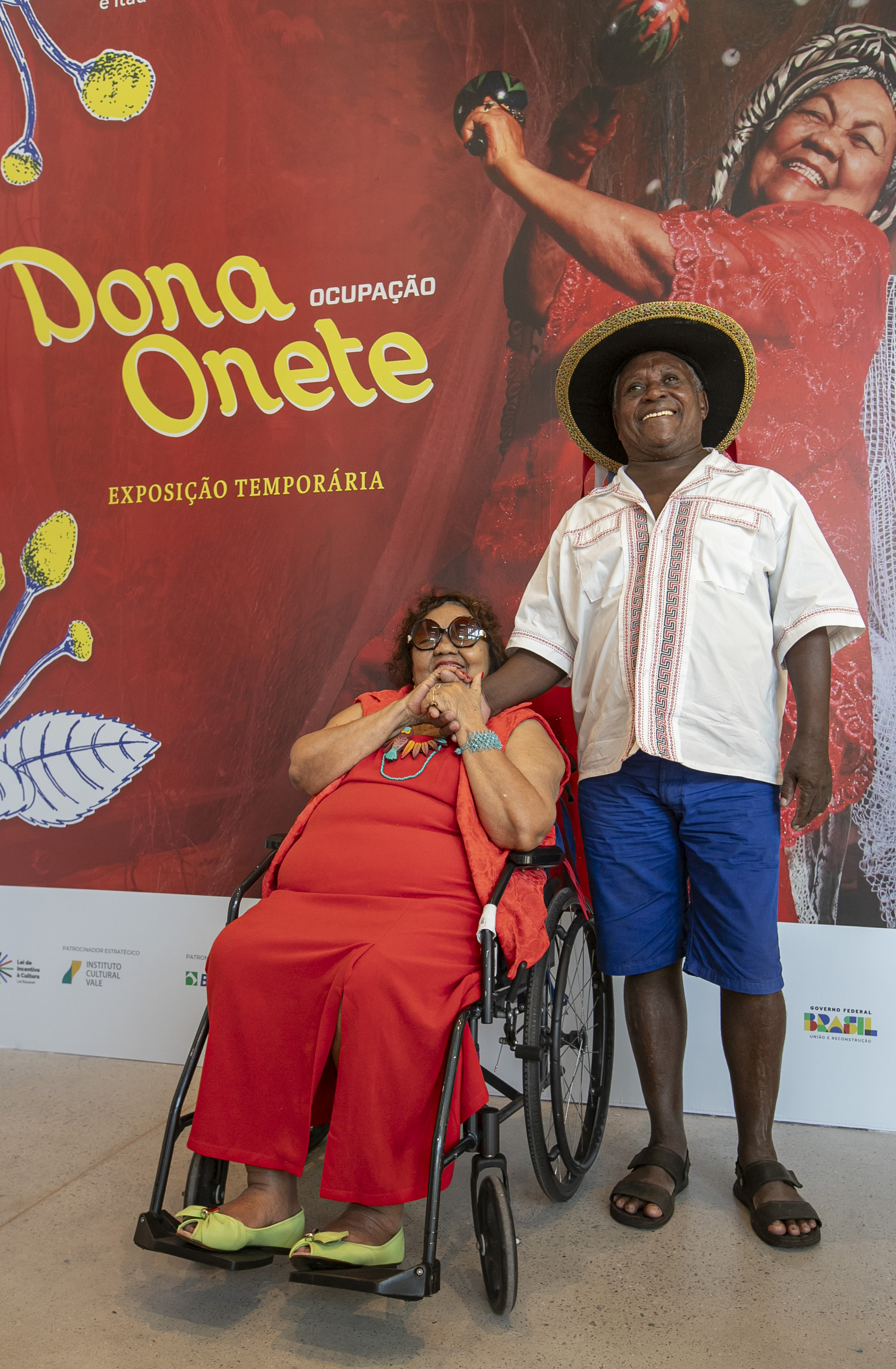
Dona Onete e Mestre Damasceno no Festival Pará, no Museu do Pontal, 2023. Foto de Guto Nunes.

Em 2019, Onete lança seu disco Rebujo, eleito um dos 25 melhores álbuns brasileiros do primeiro semestre do ano de sei lançamento pela Associação Paulista de Críticos de Arte. No mesmo ano, para celebrar a cultura paraense, a cantora participa do festival Rock in Rio juntamente com outros conterrâneos como Fafá de Belém, Gaby Amarantos, Lucas Estrela, Jaloo e Manoel Cordeiro. 
Em 2021, participa da faixa "Última Lágrima", ao lado da Elza Soares e Alcione, no álbum Purakê (2021) da cantora paraense Gaby Amarantos, sua segunda colaboração com a conterrânea, sendo a primeira a faixa "Mestiça", do álbum Treme (2012). 
Em 2023, Dona Onete foi homenageada com a exposição Ocupação Dona Onete, em cartaz no Itaú Cultural, na capital paulista, que contou com 120 itens, entre fotos, vídeos, músicas, manuscritos e depoimentos.  
Em setembro de 2023, Dona Onete foi homenageada no Festival Pará, no Museu do Pontal, que é considerado o maior e mais significativo museu de arte popular do país, localizado no Rio de Janeiro. O Festival também contou com a participação de outros artistas paraenses, como Mestre Damasceno (Salvaterra - Marajó), mestre da cultura popular marajoara; o artesão ceramista Ronaldo Guedes (Soure - Marajó), do Ateliê Arte Mangue Marajó; a percussionista marajoara Milene Pinheiro (Soure - Marajó) e o guitarrista e percussionista Félix Robatto (Belém). O Festival Pará também recebeu a Ocupação Dona Onete e os Contos de Dona Onete, que tem como autora a paraense Josivana Rodrigues, neta da artista homenageada.

## Vida Pessoal
Casou-se com 19 anos com seu primeiro marido, um homem ciumento que a impedia de viver de suas músicas, obrigando-a a escrevê-las escondida. 
Após começar a atuar como professora e conquistar um salário para se manter sozinha, decidiu se separar, casando-se novamente mais tarde com seu segundo marido, que acabou falecendo em 2011. 
Tem dois filhos, cinco netos e cinco bisnetos. 
Em 2022, ficou por mais de um mês internada em uma Unidade de Terapia Intensiva (UTI) de um hospital em Belém, em decorrência de uma pneumonia. 

## Discografia
- Feitiço Caboclo (2012)[23]
- Banzeiro (2016)[24]
- Flor da Lua [Live] (2018)[25]
- Rebujo (2019)

## Ligações Externas
- Commons

- «Página oficial»